# Winesburg
|  | Dieser Artikel wurde aufgrund von inhaltlichen Mängeln auf der Qualitätssicherungsseite des Projektes USA eingetragen. Hilf mit, die Qualität dieses Artikels auf ein akzeptables Niveau zu bringen, und beteilige dich an der Diskussion! Eine nähere Beschreibung der zu behebenden Mängel fehlt. |

Winesburg ist ein Census-designated place (CDP) mit 340 Einwohnern (Stand: Volkszählung 2020) in der Paint Township im Holmes County, Ohio, USA. Der Ort befindet sich auf einem Hügel in einer vor allem von Amischen besiedelten Region Ohios am U.S. Highway 62.

## Geschichte
Der Ort wurde im frühen 19. Jahrhundert gegründet und hieß ursprünglich Weinsberg, nach der deutschen Stadt Weinsberg bei Heilbronn. 1833 wurde er von den amerikanischen Postbehörden in Winesburg umbenannt, als dort ein Postamt eröffnet wurde.
Winesburg ist bekannt als Namensgeber des Buches Winesburg, Ohio von Sherwood Anderson. Diese Sammlung miteinander verbundener Kurzgeschichten über Einwohner einer fiktiven Kleinstadt, die im frühen 20. Jahrhundert spielt, ist nach Winesburg benannt, basiert aber tatsächlich auf der Kleinstadt Clyde, in der Anderson aufwuchs.